# Portogallo ai VI Giochi olimpici invernali
Il Portogallo partecipò ai VI Giochi olimpici invernali, svoltisi a Oslo, Norvegia, dal 14 al 25 febbraio 1952, con una delegazione di un solo atleta che gareggiò nella discesa libera.
Si trattò della prima partecipazione del Portogallo ai Giochi invernali.